# Конусні дробарки крупного дроблення
Конусні дробарки великого дроблення (ККД і КРД) — конусні дробарки, які випускають з механічним і гідравлічним регулюванням розвантажувальної щілини.

1 — нерухома конічна чаша; 2 — дробильний конус; 3, 4, 5 — верхнє, середнє і нижнє кільця станини; 6 — траверса; 7 — головний вал; 8 — ковпак; 9 — броня рухомого конуса; 10 — ексцентриковий стакан; 11 — рейкова колія; 12 — плунжер; 13 — привід дробарки; 14 — гідравлічний домкрат.

Конструкція конусної дробарки великого дроблення з підвісним валом, розвантаженням під дробарку і гідравлічним регулюванням випускної щілини наведена на рис. 1.4. Робочі поверхні нерухомої чаші 1 і дробильного конуса 2 вкриті футерувальними плитами з марганцевистої сталі.
Станина дробарки роз'ємна і складається з трьох частин 3, 4 і 5. Верхня частина станини 3 являє собою нерухому конічну чашу, на якій укріплена футерована плитами траверса 6, що відлита заодно з опорним кільцем. На траверсі 6 підвішується головний вал 7, верхній кінець якого захищений ковпаком 8, а нижній поміщений у ексцентриковий стакан 10. При обертанні ексцентрикового стакана у вертикальній втулці, що жорстко закріплена в станині дробарки, кожна точка осі вала описує коло, радіус якої залежить від відстані до точки підвісу вала (чим точка нижче, тим радіус більше).
Нижній кінець вала переміщується по колу, радіус якої дорівнює ексцентриситету стакана 10. Амплітуда відхилення конуса становить 20-30 мм. За один оберт ексцентрика дробильний конус послідовно наближається до усіх точок внутрішньої поверхні нерухомої чаші і здійснює дроблення руди. При відході дробильного конуса від нерухомої чаші відбувається розвантаження дробленого продукту.
Привод дробарки 13 здійснюється через клинопасову передачу і пару конічних зубчатих коліс. Обертання ексцентрикового вала в дробарках великих розмірів (з діаметром конуса від 1200 до 1500 мм) здійснюється від двох електродвигунів. Другий двигун призначений для пуску дробарки під завалом.
Для механізації ремонтних робіт передбачений гідравлічний домкрат 14, а під дробаркою передбачений ремонтний майданчик з рейковою колією 11 для переміщення важких деталей. Дробильний конус з валом спирається на плунжер 12 гідравлічного циліндра. Між плунжером і кришкою циліндра находиться шар масла висотою 120 мм.
Регулювання випускної щілини дробарки здійснюється підйомом або опусканням дробильного конуса у результаті зміни рівня масла в циліндрі.
На ряді збагачувальних фабрик застосовують чотиристадіальні схеми дроблення. Перша стадія великого дроблення може здійснюватись у конусних дробарках з підвішеним валом або у щокових, а друга — у конусних редукційних дробарках типу КРД з гідравлічним регулюванням ширини вихідного отвору (гідравлічним домкратом). За конструкцією конусні редукційні дробарки схожі на дробарки великого дроблення з підвішеним валом, але для отримання більш однорідного за крупністю дробленого продукту і зменшення забивання дробарки рудою профіль футерівки в зоні розвантаження роблять криволінійним, однак довжина цієї зони для цих дробарок невелика.
Конусні дробарки великого дроблення характеризуються високою продуктивністю, надійністю у роботі, рівномірним ходом, відносно меншим (в порівнянні з щоковими дробарками) і більш рівномірним по крупності дробленим продуктом, особливо при дробленні плитнякового матеріалу. Однак через складність конструкції конусних дробарок при малій продуктивності збагачувальних фабрик перевагу віддають щоковим дробаркам.